# ایزو مالاتیون
ایزو مالاتیون (به انگلیسی: Isomalathion) با فرمول شیمیایی C۱۰H۱۹O۶PS۲ یک ترکیب شیمیایی با شناسه پاب‌کم ۹۱۵۲۹ است. که جرم مولی آن 330.36 g/mol می‌باشد. 